# Thomas Bohier

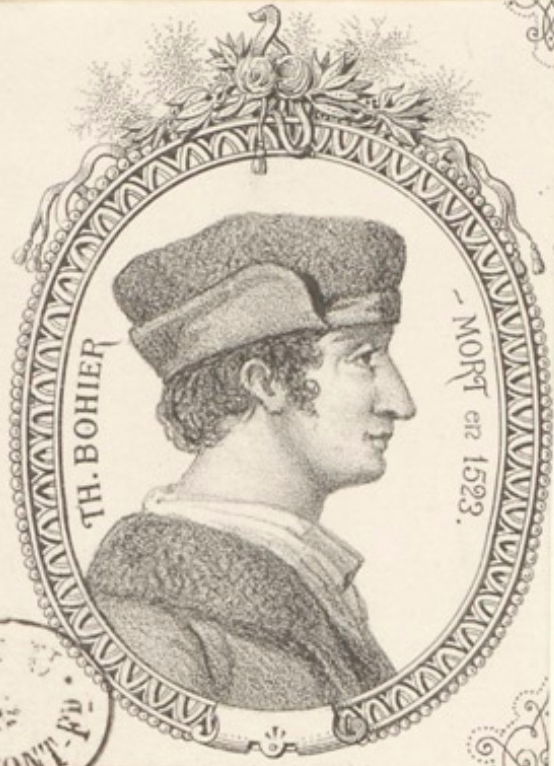
Porträt von Thomas Bohier, von G. Mercier und Ch. Silvain, 1878, Bibliothèque du Patrimoine de Clermont Auvergne Métropole

Thomas Bohier (* um 1465; † 24. März 1524 (neuer Stil) im Feldlager von Vigelli (Herzogtum Mailand)) war ein französischer Finanzpolitiker. Ab 1513 ließ er das Schloss Chenonceau errichten, dessen Bau von seiner Ehefrau Katherine Briçonnet vorangetrieben wurde.

## Leben
Thomas Bohier stammte aus einer bürgerlichen Familie aus Issoire in der Auvergne. Er war der zweite Sohn von Austremoine Bohier und Anne Duprat, einer Tante des ebenfalls aus Issoire stammenden späteren (1527) Kardinals Antoine Duprat († 1535), der ab 1515 Kanzler von Frankreich war. Sein Bruder Antoine Bohier († 1519) wurde 1517 ebenfalls Kardinal. Er selbst war Chevalier, Baron de Saint-Cirgues (seit 24. April 1501), Saurier, Champeils, Beaurecueil und La Tour-Bohier, dann Chenonceaux, Chissé, Nazelles und Saint-Martin-le-Beau.

### Karriere
Thomas Bohier stand als Berater und Kammerherr im Dienst der Könige Ludwig XI., Karl VIII., Ludwig XII. und Franz I. Er war Notar, Maître des comptes in Paris, und wurde 1491 zum Sekretär des Königs ernannt. 1494 war er Secrétaire de Finances in Grenoble, Contrôleur-général des Finances der Bretagne, 1496 der Normandie. 1497 war er Gouverneur von Mailand, 1497/98 Bürgermeister von Tours. Ebenfalls 1497 wurde er zum Général des Finances der Normandie ernannt, in diesem Amt unternahm er 1508 den Bau des Bureau de Finances gegenüber der Kathedrale von Rouen.

### Chenonceau
Thomas Bohier trachtete nach dem Erwerb der Domäne Chenonceaux, die im Besitz der Familie Marques war, die gegen Ende des 15. Jahrhunderts in finanzielle Schwierigkeiten geriet und gezwungen war, Teile ihres Besitzes zu verkaufen. Thomas Bohier ließ ab 1494 Jacques de Beaune, einen Onkel seiner Frau, für ihn als Strohmann auftreten, ab 1496 kaufte er dann selbst. Es dauerte aber bis 1512 und erforderte zwei Beschlagnahmen und Versteigerungen, sowie den Verzicht seines Mitbewerbers Aymar de Prie, bis er sein Ziel erreicht hatte: er hatte in der Zwischenzeit alle Ländereien um Chenonceau herum gekauft, und konnte nun endlich den Rest erwerben. Gegen eine letzte Zahlung von 12.500 Livre wurde er am 8. Februar 1513 auch Eigentümer der Burg und der dazugehörigen Wassermühle.
Im gleichen Jahr begann der Abriss der alten Burg, lediglich der Donjon blieb stehen. Im Februar 1514 wurden die erworbenen Lehen zu einer Châtellenie zusammengefasst. 1515 begannen die Arbeiten für den Neubau eines Schlosses auf den Fundamenten der ehemaligen Wassermühle, die von seiner Ehefrau Katherine de Briçonnet geleitet wurden, da Thomas Bohier bis 1521 in Italien war. 1521/22 wurde die Schlosskapelle von Kardinal Antoine Bohier geweiht, der Neubau selbst 1522 abgeschlossen.

### Tod
Nach dem Ausbruch des ersten Kriegs zwischen Kaiser Karl V. und Franz I. wurde Thomas Bohier zum Lieutenant-général des Königs und Trésorier général der Italienischen Kriege ernannt, was seine Anwesenheit auf dem Hauptkriegsschauplatz erforderte, wo er am 24. März 1524 im Feldlager von Vigelli im Herzogtum Mailand starb.

### Posthumer Sturz
Nach dem Tod Thomas Bohiers ordnete König Franz I. eine Prüfung der Amtsführung des Verstorbenen an; dabei traten Unregelmäßigkeiten zutage, die Bohier angelastet wurden. Laut dem Untersuchungsergebnis hatte er Geld veruntreut, und obwohl ihm dies nie zweifelsfrei nachgewiesen werden konnte, machte der König gegenüber Thomas’ Sohn Antoine dazu Forderungen in Höhe von 190.000 Livres tournois geltend. Um diese Forderung begleichen zu können, überließ Antoine der Krone im Mai 1535 Chenonceau, das Franz I. anschließend als Jagdschloss nutzte. Als offizieller Grund für die Abtretung wurde angegeben, Antoine habe dem König gefällig sein wollen.

## Ehen und Familie
Thomas Bohier heiratete 1489 in erster Ehe Madeleine Bayard († um 1513), Tochter von Antoine Bayard und Jeanne de Belleteste. In zweiter Ehe heiratete er Katherine Briçonnet († 3. November 1526), Tochter des Général des Finances Guillaume Briçonnet, der als Witwer in den geistlichen Stand eintrat und 1495 Kardinal wurde, und Raoulette de Beaune de Semblançay, der Schwester Jacques de Beaunes. Er hatte vermutlich elf Kinder, bei denen die Mutter nicht immer bekannt ist:
- Marie; ⚭ (Ehevertrag 25. Dezember 1512) Annet de Montmorin, Seigneur de Nades, Espinasse et Aubières, Gouverneur des Bourbonnais († 1557)
- Antoine (II.) († 1569), Chevalier, Baron de Saint-Cirgues, Seigneu de Chenonceaux etc., Bürgermeister von Tours 1531/32 und 1545/46, Gouverneur von Touraine 1543 bis 1560; ⚭ (1) Anne Poncher, Dame de Villemenon, dann Dame de Lésigny, Tochter von Louis Poncher, Général des Finances, und Robine Le Gendre; ⚭ (2) Anne (alias Marie) de Moustiers
- François († 1566?), Koadjutor (1534) und dann Bischof von Saint-Malo (1536)
- Guillaume, Seigneur Panchien et de Longuetouche, Conseiller du roi, Bailli du Cotentin, Bürgermeister von Tours 1536, 1549 und 1553; ⚭ Marie d’Alès, Dame d’Orfeuille et de Baudry
- Gilles († 1561), 1546 Bischof von Agde
- Anne, Erbin der Güter bei Saint-Martin-le-Beau; ⚭ Nicolas de Cerisay, Baron de la Rivière, Bailli du Cotentin († vor 2. Mai 1533)
- Jeanne; ⚭ Antoine du Bois, Seigneur de Fontaines-Marans, Maître d’hôtel des Königs Karl VIII. (Le Bois (Adelsgeschlecht))
- Tochter; ⚭ Jean de la Chesnaye, Général des Finances d’outre-Seine et Yonne
- Jeanne; ⚭ Claude de La Croix, Baron de Plancy, Vicomte de Semoine († 15. Dezember 1560)
- Tochter; ⚭ ? NN, Seigneur de Clervaux
- Tochter; ⚭ ? NN, Seigneur de La Bastide